# بلكوتر (كورنوال)
بلكوتر (بالإنجليزية: Blackwater, Cornwall)‏ هي قرية تقع في المملكة المتحدة في كورنوال.